# 경북미용예술고등학교
경북미용예술고등학교는 경상북도 김천시 어모면에 위치한 대한민국의 특성화 고등학교다.

## 연혁
- 2007년 11월 경북미용예술고등학교 설립
- 2008년 3월 경북미용예술고등학교 개교
- 2012년 2월 제3회 졸업식

## 주요 학과
- 헤어디자인과, 피부미용과, 메이크업과, 네일케어&아트과